# Landtagswahl in Vorarlberg 1974
- SPÖ: 10
- ÖVP: 22
- FPÖ: 4

Die Landtagswahl in Vorarlberg 1974 fand am 20. Oktober 1974 statt. Die Österreichische Volkspartei (ÖVP) gewann dabei erstmals seit 1954 wieder Stimmenanteile und erzielte einen Gewinn von 6,9 %. Mit einem Stimmenanteil von 56,9 % gewann die ÖVP zudem zwei Mandate hinzu und stellte in der Folge 22 der 36 Abgeordneten. Die Sozialistische Partei Österreichs (SPÖ) blieb hingegen nahezu unverändert. Sie verlor zwar 0,1 %, konnte jedoch ein Mandat hinzugewinnen. Mit 27,6 % erreichte sie den Anspruch auf 10 Mandate. Verlierer der Wahl war die Freiheitliche Partei Österreichs (FPÖ), die 7,1 % einbüßte und zudem drei Mandate verlor. Sie stellte mit 13,9 % nur noch vier Landtagsabgeordnete. Die Kommunistische Partei Österreichs (KPÖ) scheiterte mit 0,9 % ebenso am Einzug in den Landtag wie die Österreichische Demokratische Union (ÖDU) mit 0,5 % und die Soziale Gerechtigkeitspartei (SGP) mit 0,2 %, die nur im Wahlkreis Bregenz kandidierte.
Der Landtag der XXII. Gesetzgebungsperiode konstituierte sich in der Folge am 4. November 1974 und wählte an diesem Tag die Landesregierung Keßler III zur neuen Vorarlberger Landesregierung.

## Gesamtergebnis
|                                           | Ergebnisse 1974  | Ergebnisse 1974  | Ergebnisse 1974  | Ergebnisse 1969  | Ergebnisse 1969  | Ergebnisse 1969  | Differenzen | Differenzen | Differenzen |  |
| ----------------------------------------- | ---------------- | ---------------- | ---------------- | ---------------- | ---------------- | ---------------- | ----------- | ----------- | ----------- |  |
| Wahlberechtigte                           | 159.630          | 159.630          | 159.630          | 153.022          | 153.022          | 153.022          | + 6.608     | + 6.608     | + 6.608     |  |
| Wahlbeteiligung                           | 94,17 %          | 94,17 %          | 94,17 %          | 93,66 %          | 93,66 %          | 93,66 %          | + 0,51 %    | + 0,51 %    | + 0,51 %    |  |
|                                           | Stimmen          | %                | Mand.            | Stimmen          | %                | Mand.            | Stimmen     | %           | Mand.       |  |
| Abgegebene Stimmen                        | 150.323          |                  |                  | 143.326          |                  |                  | + 6.997     |             |             |  |
| Ungültig                                  | 3.550            | 2,36 %           |                  | 3.709            | 2,59 %           |                  | - 159       | - 0,23 %    |             |  |
| Gültig                                    | 146.773          | 97,64 %          |                  | 139.617          | 97,41 %          |                  | + 7.156     | + 0,23 %    |             |  |
| Partei                                    |                  |                  |                  |                  |                  |                  |             |             |             |  |
| Österreichische Volkspartei (ÖVP)         | 83.571           | 56,94 %          | 22               | 69.861           | 50,04 %          | 20               | + 13.710    | + 6,90 %    | + 2         |  |
| Sozialistische Partei Österreichs (SPÖ)   | 40.498           | 27,59 %          | 10               | 38.718           | 27,73 %          | 9                | + 1.780     | - 0,14 %    | + 1         |  |
| Freiheitliche Partei Österreichs (FPÖ)    | 20.333           | 13,85 %          | 4                | 29.258           | 20,96 %          | 7                | - 8.925     | - 7,11 %    | - 3         |  |
| Kommunistische Partei Österreichs (KPÖ)   | 1.317            | 0,90 %           | 0                | nicht kandidiert | nicht kandidiert | nicht kandidiert | + 1.317     | + 0,90 %    | ± 0         |  |
| Österreichische Demokratische Union (ÖDU) | 757              | 0,52 %           | 0                | nicht kandidiert | nicht kandidiert | nicht kandidiert | + 757       | + 0,52 %    | ± 0         |  |
| Soziale Gerechtigkeitspartei (SGP)        | 297              | 0,20 %           | 0                | nicht kandidiert | nicht kandidiert | nicht kandidiert | + 297       | + 0,20 %    | ± 0         |  |
| Liberale Partei Österreichs (LPÖ)         | nicht kandidiert | nicht kandidiert | nicht kandidiert | 1.780            | 1,27 %           | 0                | - 1.780     | - 1,27 %    | ± 0         |  |
| Gesamt                                    | 146.773          | 100,00 %         | 36               | 139.617          | 100,00 %         | 36               | + 7.156     |             |             |  |